# Abraham van Blijenberch
Abraham van Blijenberch (of Blyenberch) (1575/6 - Antwerpen, 1624) was een Zuid-Nederlands portretschilder. 

## Biografie
Hij werd geboren in de Spaanse Nederlanden en huwde in 1615. Hij werd burger van de stad Antwerpen in 1617, maar niets toont aan dat hij deel uitmaakte van de Sint-Lucasgilde (de Antwerpse schildersgilde).
Hij werkte in Londen van 1617 tot 1622, waar hij hofschilder was aan het hof van koning Jacobus I van Engeland. Hij is tevens bekend voor zijn portret van de Engelse toneelschrijver Ben Jonson. Hij maakte eveneens ontwerpen voor de tapijtweverij Mortlake Tapestry Works. Blijenbergh werd beïnvloed door het werk van Daniël Mijtens (I) die rond die tijd ook in Londen werkte.
Hij keerde terug in Antwerpen in 1621 of 1622, waar hij leermeester werd van Theodoor van Thulden. Hij overleed in Antwerpen in 1624 en werd aldaar begraven in december.

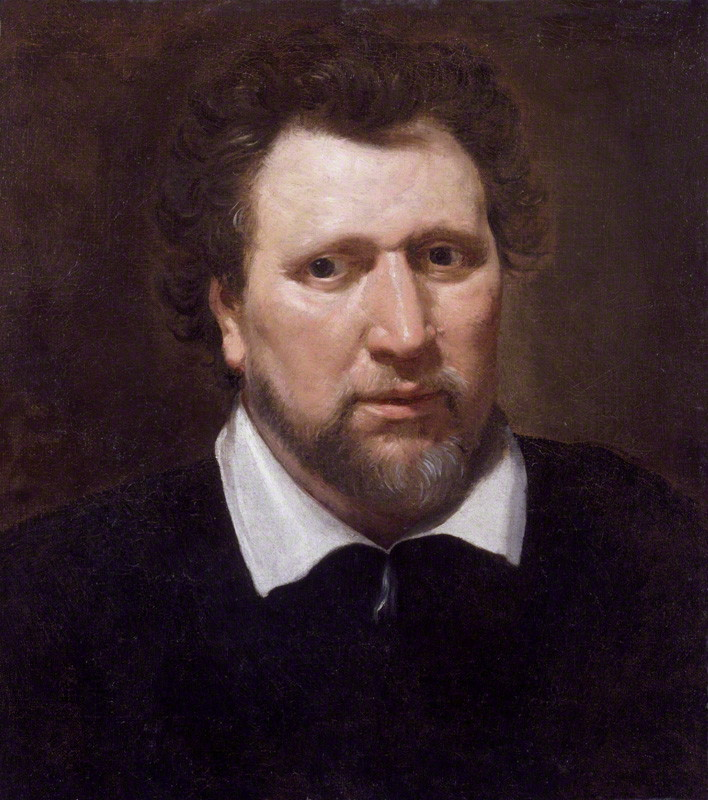
Ben Jonson, naar een portret van Blijenberch c.1617
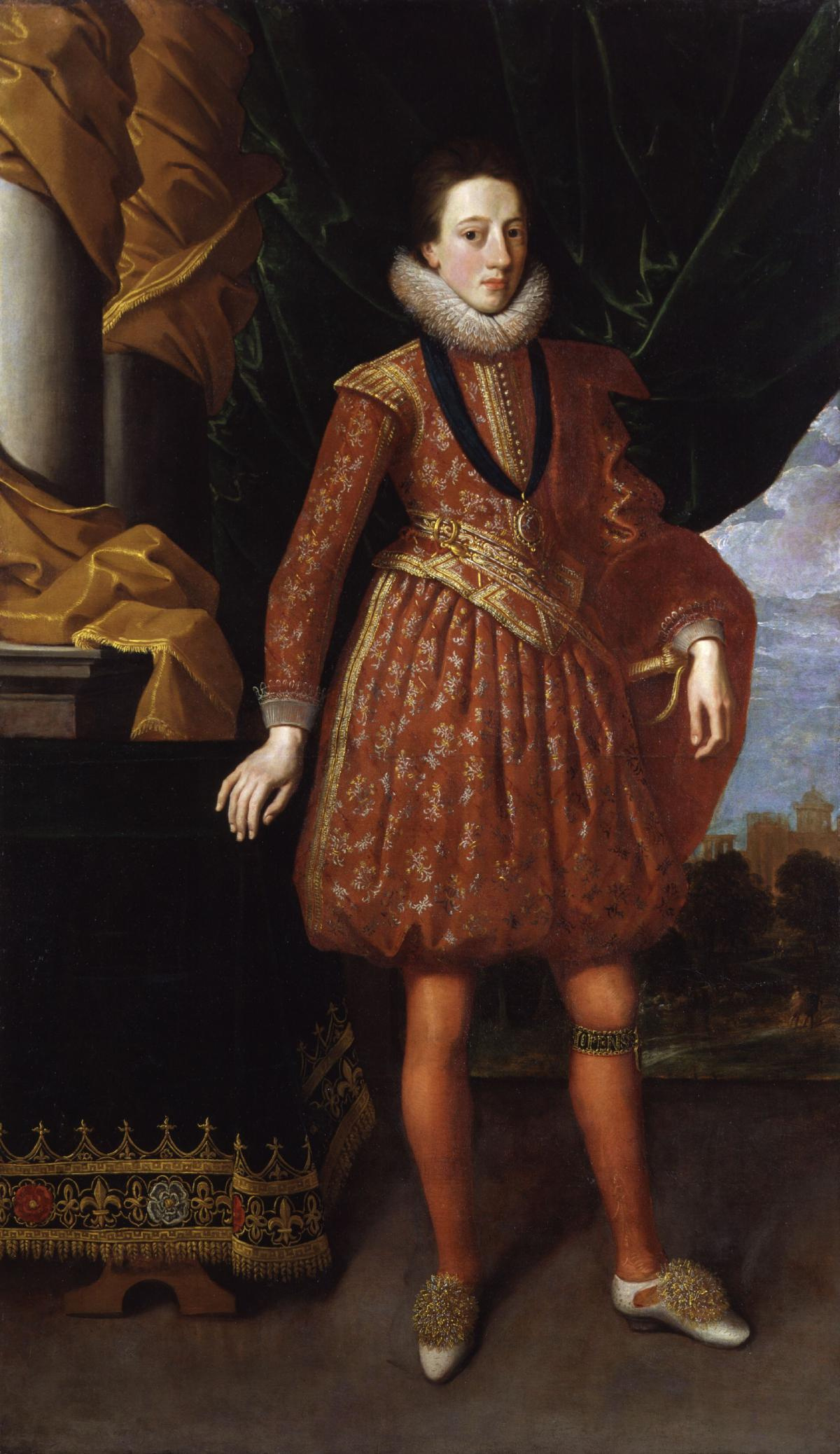
Koning Karel I van Engeland, c.1617-1620

- RKD-Nederlands Instituut voor Kunstgeschiedenis: 9397
- Union List of Artist Names: 500010039
- Virtual International Authority File: 95742326